# Epinephelus striatus
Epinephelus striatus је зракоперка из реда Perciformes.

## Угроженост
Ова врста се сматра угроженом.

## Распрострањење
Ареал врсте Epinephelus striatus обухвата већи број држава у централном западном Атлантику. 
Врста је присутна у Бразилу, Бермудским острвима, Бахамским острвима, Сједињеним Америчким Државама, Мексику, Венецуели, Колумбији, Панами, Никарагви, Гватемали, Хондурасу, Белизеу, Куби, Кајманским острвима, Јамајци, Хаитију, Доминиканској Републици, Светом Винсенту и Гренадинију, Светом Китсу и Невису, Светој Луцији, Порторику, Гвајани, Суринаму, Антигви и Барбуди, Барбадосу, Доминици, Тринидаду и Тобагу, Гваделупу, Француској Гвајани, Аруби, Гренади, Холандским Антилима и Девичанским острвима.

## Станиште
Станиште врсте су морски екосистеми.